# Burni Batubelah
Burni Batubelah är ett berg i Indonesien.   Det ligger i provinsen Aceh, i den västra delen av landet, 1 600 km nordväst om huvudstaden Jakarta. Toppen på Burni Batubelah är 1 070 meter över havet.
Terrängen runt Burni Batubelah är kuperad åt nordost, men åt sydväst är den bergig.Runt Burni Batubelah är det mycket glesbefolkat, med 3 invånare per kvadratkilometer. I omgivningarna runt Burni Batubelah växer i huvudsak städsegrön lövskog.